# 1948 en droit
Cet article présente les faits marquants de l'année 1948 en droit.

## Événements

### Janvier
- 1er janvier : entrée en vigueur de la Constitution italienne à la suite du référendum de 1946 : début de la Ire République italienne.

### Mai
- 14 mai : Israël proclame son indépendance après le vote du Plan de partage de la Palestine par l'ONU, l'année précédente.